# 地球学报
《地球学报》（英語：Acta Geoscientica Sinica）是中国地质科学院主办的地球科学综合性学术期刊，1979年创刊。

## 历史
《地球学报》的前身是1979年冬季由北京中国地质科学院首次发行的《中国地质科学院院报》（英語：Bulletin of the Chinese Academy of Geological Sciences），由地质出版社出版。她是中国地质科学院系统主办的第一个学术刊物。原为不定期出版，1994年改为定期季刊，刊名也同时改为《地球学报》，2001年成为双月刊。2008年12月开通网站，免费提供正刊论文全文浏览及下载服务。
2014年，《地球学报》成为国家新闻出版广电总局第一批认定学术期刊。

## 荣誉
- 在《中国学术期刊评价研究报告(武大版)(2017—2018)》(第5版)中，《地球学报》被评为中国权威学术期刊(A+)，并在入选的170种同行期刊中排名第8[3]。

## 编委会
2017年上任的第五届编委会由80名编委组成（包括13名院士），主编1名，副主编7名，常务编委9名。
历任主编
| 届次   | 时间          | 主编   |
| ------ | ------------- | ------ |
| 第一届 | ？            | ？     |
| 第二届 | ？            | ？     |
| 第三届 | ？-2003年     | 沈其韩 |
| 第四届 | 2003年–2017年 | 董树文 |
| 第五届 | 2017年至今    | 严光生 |